# Offensive finale de la guerre d'Espagne
Guerre d'Espagne
L’offensive finale de la guerre d'Espagne se déroule du 26 mars au 1er avril 1939 et voit la chute de la Seconde République espagnole (dirigée par une junte militaire sous l'autorité du colonel Segismundo Casado après son coup d'État contre le gouvernement du premier ministre Juan Negrín le 6 mars de la même année) avec la prise de pouvoir par les nationalistes de Francisco Franco qui établissent une dictature sur le pays. C'est le début de l'« Espagne franquiste » qui dure jusqu'à la mort de Franco en 1975.
Le 1er avril 1939, Franco émet un communiqué de guerre dans lequel il déclare que « la guerre est terminée » (« La guerra ha terminado »), mettant fin officiellement à trois années de guerre civile. Des centaines de milliers de républicains sont arrêtés et internés dans des camps de concentration après cette date.

## Contexte historique

### La chute de la Catalogne
Après la perte de Minorque, le 9 février 1939, et surtout après la chute de la Catalogne en février 1939, la situation militaire des républicains ne laisse aucun espoir. 
La République espagnole contrôlait toujours la capitale et 30 % du territoire mais avait perdu 220 000 soldats, la seconde ville du pays ainsi que les ressources industrielles de la Catalogne. Le président Manuel Azaña démissionne le 27 février, tandis que le Royaume-Uni et la France reconnaissent le gouvernement nationaliste.

### Situation militaire
L'Armée populaire de la République espagnole est encore forte de  250 000 à 500 000 hommes, mais elle ne dispose plus que de 40 à 150 avions (trois escadrons d'avions bombardiers soviétique Polikarpov R-Z, deux escadrons de Tupolev SB et 25 Chatos et Moscas) et n'a presque plus d'artillerie ni d'armes automatiques. Le gros de la marine républicaine a quitté les côtes espagnoles pour l'Afrique du Nord afin de se rendre aux autorités françaises. De nombreux soldats ne sont pas armés (l'armée républicaine ne dispose que de 225 000 fusils en décembre 1938) et manquent de chaussures et d'uniformes. À Madrid, il n'y a plus que deux mois de réserves de nourriture et la population souffre d'une pénurie d'eau courante, de chauffage et de médicaments. En face, l'armée nationaliste dispose de plus d'un million d'hommes à la fin de l'année 1938, dont 35 000 Marocains, 32 000 Italiens et 5 000 Allemands, ainsi que de 600 avions.

### Dissensions au sein des républicains
Le 16 février, le haut commandement de l'armée républicaine indique au Premier ministre Juan Negrín que résister davantage est impossible. La plupart des membres de l'État-major, ainsi que le PSOE, l'UGT et la CNT estiment nécessaire l'ouverture de négociations de paix. Toutefois, le socialiste Negrín, soutenu par les communistes et d'autres républicains, est déterminé à poursuivre le combat : le nationaliste Francisco Franco n'a donné aucune garantie quant à de possibles représailles, et il juge qu'une guerre générale contre le fascisme ne saurait tarder à embraser l'Europe tout entière. Il souhaite également assurer l'évacuation des personnes les plus menacées.

## Le coup d'État de Casado
Dans la nuit du 5 au 6 mars 1939, le colonel Segismundo Casado crée à Madrid le « Conseil national de défense », une junte militaire soutenue par les anarchistes de la CNT qui remplace le gouvernement. Le général José Miaja rejoint la rébellion le 6 mars et ordonne l'arrestation des militants communistes de la ville. Pendant ce temps, dans la localité alicantine d'Elda, Negrín, qui se préparait à se réfugier en France avec son gouvernement, ordonne à l'officier communiste Louis Barceló Jover, commandant du Premier Corps de l'Armée du Centre, d'essayer de reprendre le contrôle de la capitale. Ses troupes entrent dans Madrid et, après un combat féroce de plusieurs jours, sont défaites par les anarchistes commandés par Cipriano Mera le 12 mars et se rendent en apprenant la fuite en France du gouvernement et des dirigeants du parti communiste.
Après sa victoire, Casado commence à négocier un processus de paix avec les nationalistes. Francisco Franco déclare n'accepter qu'une capitulation inconditionnelle.

## L'offensive finale des nationalistes
Les nationalistes déclenchent leur offensive le 26 mars. Ils avancent dans la Sierra Morena, où ils font 30 000 prisonniers républicains. La junte militaire de Madrid ordonne aux soldats de ne pas s'opposer à l'avancée nationaliste et de déposer les armes. Le 28, les nationalistes avancent sur tous les fronts sans rencontrer de résistance. Madrid est prise dans la journée après la reddition du colonel Prada, commandant de l'Armée du Centre,. Le 29 mars, c'est au tour de Jaén, Cuenca, Albacete et Sagonte d'être occupées. 50 000 soldats républicains se rendent dans les ports de Valence, d'Alicante, de Carthagène et de Gandia afin d'être évacués, mais la marine républicaine a déjà cessé d'exister et les gouvernements français et britannique refusent de les évacuer. Une minorité d'entre eux, qui avaient payé pour traverser la frontière, fut évacuée par les navires britanniques (entre 650 et 3 500 soldats, parmi lesquels Casado).

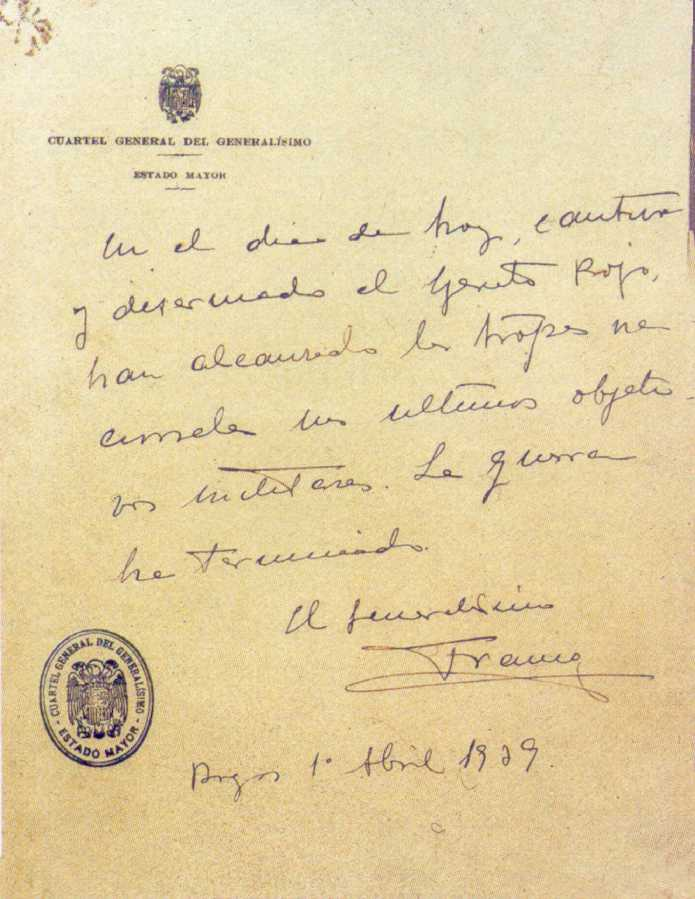
Communiqué émis par le QG du généralissime annonçant la fin de la guerre. En el día de hoy, cautivo y desarmado el Ejército Rojo, han alcanzado las tropas nacionales sus últimos objetivos militares. La guerra ha terminado. (Aujourd'hui, l'armée rouge prisonnière et désarmée, les troupes nationalistes ont atteint leurs derniers objectifs militaires. La guerre est finie.

Le 30 mars, les nationalistes occupent Valence et les troupes du général italien Gastone Gambara entrent dans Alicante, capturant 15 000 républicains. Gambara s'était dit prêt à permettre l'évacuation des réfugiés politiques, mais les nationalistes prennent le contrôle de la ville dès le lendemain. Des républicains choisissent de se donner la mort pour ne pas être faits prisonniers,,. Le 31, les nationalistes s'emparent d'Almería, de Murcie et de Carthagène et contrôlent dès lors l'ensemble du territoire espagnol. Le 1er avril 1939, un communiqué de guerre émis par le quartier général nationaliste annonce que la guerre est finie (« la guerra ha terminado »), mettant officiellement fin à la guerre civile.

## Conséquences sur l'après-guerre civile
Le 1er avril, les États-Unis reconnaissent le gouvernement nationaliste ; seule l'URSS refuse de le reconnaître. La veille, le nouveau régime a signé un pacte de non-agression, le Pacte Ibérique, avec le Portugal, et un traité d'amitié avec le Troisième Reich.
Le 6 avril, Francisco Franco fait adhérer son pays au pacte anti-Komintern. Le 20 avril, le comité de non-intervention est dissous et les troupes allemandes et italiennes quittent le sol espagnol. La dictature de Franco dure jusqu'à sa mort, en 1975. Casado reste en exil au Venezuela jusqu'en 1961, puis retourne en Espagne.
Les nationalistes arrêtent des centaines de milliers de soldats et civils républicains, dont 150 000 lors de l'offensive finale, qui sont internés dans des camps de concentration improvisés. En 1939, les prisonniers sont entre 367 000 et 550 000. Durant les premières années d'après-guerre, 50 000 d'entre eux sont exécutés.

### Dans la culture populaire
Le coup d'État de Casado et les derniers jours de la guerre d'Espagne servent de toile de fond aux romans de Max Aub Campo del Moro et Campo de los Almendros.